# John Brahm
John Brahm (17 de agosto de 1893 - 12 de outubro de 1982) foi um diretor de cinema e televisão alemão. Seus filmes incluem The Undying Monster (1942), The Lodger (1944), Hangover Square (1945), The Locket (1946), The Brasher Doubloon (1947) e o filme de terror em 3D, The Mad Magician (1954).

## Primeiros anos
Brahm nasceu Hans Brahm em Hamburgo, filho do ator Ludwig Brahm e sobrinho do empresário teatral Otto Brahm.

## Carreira
Ele começou sua carreira no teatro como ator. Após a Primeira Guerra Mundial, ele viajou para Viena, Berlim e Paris, tornando-se diretor residente de grupos de atuação no Deutsches Theatre e no Lessing Theater, ambos em Berlim.
Com a ascensão de Adolf Hitler na Alemanha, Brahm deixou o país, mudando-se para a Inglaterra. Depois de trabalhar como supervisor de produção de filmes, ele teve a chance de dirigir seu primeiro filme, Broken Blossoms, em 1936, um remake do filme homônimo de 1919 de D. W. Griffith.
Ele se mudou para os EUA no ano seguinte, onde iniciou sua carreira em Hollywood na Columbia Pictures e acabou se mudando para a 20th Century-Fox. Ele dirigiu Let Us Live, um filme baseado em uma história real de dois homens condenados injustamente por assassinato que quase foram executados pela Commonwealth de Massachusetts. As autoridades ficaram embaraçadas com o incidente e pressionaram o estúdio a cancelar o filme. O estúdio fez o filme, no entanto, mas silenciosamente, com um orçamento pequeno.[carece de fontes?]
Em seu livro The American Cinema: Directors and Directions 1929–1968, o historiador e crítico de cinema americano Andrew Sarris afirma que Brahm "deu um passo à frente" na década de 1930 com "melodramas melancólicos", sugerindo que Brahm entrou em declínio artístico depois desse período. Sarris observa ainda que Brahm não deixou de trabalhar, pois fez "aproximadamente 150 filmes televisivos" durante as décadas de 1950 e 1960, dirigindo vários episódios de Alfred Hitchcock Presents e The Twilight Zone. O último filme completo de Brahm foi Hot Rods to Hell.

## Vida pessoal
Ele se casou com sua primeira esposa Hanna, uma atriz, que fugiu com outro ator, deixando-o seriamente deprimido. Ele se casou, em seguida, com a atriz e cantora Dolly Haas, que se casou com Al Hirschfeld, o caricaturista após seu divórcio. Nos anos 50, ele se casou com sua terceira esposa, Anna, com quem teve dois filhos e, posteriormente, dois netos, incluindo o produtor de cinema e o diretor assistente Christopher Maltauro.[carece de fontes?]

## Filmografia parcial
| - Broken Blossoms (1936) - Counsel for Crime (1937) - Penitentiary (1938) - Girls' School (1938) - Let Us Live (1939) - Rio (1939) - Escape to Glory (1940) - Wild Geese Calling (1941) - The Undying Monster (1942) - Tonight We Raid Calais (1943) - Bomber's Moon (1943) (não-creditado) - Wintertime (1943) - The Lodger (1944) - Guest in the House (1944) - Hangover Square (1945) | - Three Little Girls in Blue (1946) (não-creditado) - The Locket (1946) - The Brasher Doubloon (1947) - Singapore (1947) - Siren of Atlantis (1949) (não-creditado) - The Miracle of Our Lady of Fatima (1952) - The Thief of Venice (1950) - Face to Face (1952) - The Diamond Queen (1953) - The Mad Magician (1954) - The Golden Plague (1954) - Special Delivery (1955) - Bengazi (1955) - Hot Rods to Hell (1967) |

### Televisão
Diretor do episódio Time Enough at Last de The Twilight Zone